# Orden de la Virtud Militar
El landgrave de Hesse-Cassel, Federico II, instituyó en 1769 la Orden Caballeresca de la Virtud Militar, para recompensar los oficiales de su ejército y los extranjeros que hubiesen prestado servicios importantes a la patria y al Soberano. 
Esta orden tiene una sola clase y el número de sus miembros es indefinido. El Soberano era el Gran Maestre y a quien pertenece exclusivamente nombrar los caballeros de ella. La divisa es una cruz de oro de ocho puntas, esmaltada de encarnación, angulada por cuatro leones de oro y pendiente de una Corona Real del mismo metal. En los brazos las iniciales F. L., y el mote Virtute. Se lleva pendiente del cuello con una cinta azul celeste con ribetes blancos.